# دينيسي غلوفر
دينيسي غلوفر (بالإنجليزية: Dean Glover)‏ (29 ديسمبر 1963 ببرمنغهام في المملكة المتحدة - ) هو مدرب كرة قدم ولاعب كرة قدم بريطاني في مركز الدفاع. لعب مع أستون فيلا وبورت فايل وشيفيلد يونايتد ونادي ميدلزبره ونادي كيدرمينستر هاريرز لكرة القدم.

## وصلات خارجية
- دينيسي غلوفر على موقع قاعدة بيانات كرة القدم.إي يو (الإنجليزية)
- دينيسي غلوفر على موقع Soccerbase.com (لاعب) (الإنجليزية)
- دينيسي غلوفر على موقع Soccerbase.com (مدرب) (الإنجليزية)